# Fernandinho Guarabu
Fernando Gomes de Freitas (20 de novembro de 1978 - 27 de junho de 2019) foi um traficante de drogas da cidade do Rio de Janeiro, líder do tráfico do Morro do Dendê. Ele também era conhecido na região como LG, Cebolinha, Lopes ou Jonhy Fernando, e possuía 14 mandados de prisão, entre eles, associação para a prática de tráfico ilícito de substância entorpecente, posse ou porte ilegal de arma de fogo de uso restrito, homicídio qualificado mediante pagamento ou promessa de recompensa. O Disque Denúncia oferecia uma gratificação de R$ 30 mil para quem ajudasse com informações para a sua captura.  Guarabu comandava a comunidade com mão-de-ferro.

## Biografia
Já sendo criminoso no Morro do Dendê, Guarabu teria sido obrigado a desfilar usando uma calcinha, pelo então chefe do tráfico no local, Marcelo PQD. Ligado ao Terceiro Comando Puro, Guarabu tomou o controle da comunidade após a prisão de Marcelo, em 2000. Em seguida, se vingou de PQD expulsando da favela os familiares deste último.
Em 2007, Marcelo PQD tentou retomar de Guarabu o controle da favela, sendo frustrado por uma ação da Polícia Civil que o prendeu.
Mesmo sendo um traficante jovem, Fernandinho tinha as características semelhantes aos grandes narcotraficantes da década de 1990: era conhecido por ostentar armas sofisticadas e desfilar com motocicletas e automóveis de última geração. O traficante também passou a ser conhecido por conseguir desfrutar de outras fontes de renda. Guarabu dominava além do comércio de drogas, todas as linhas de transporte alternativo (kombis e vans) da Ilha do Governador, através de um sistema de "pedágio" criminoso extremamente bem elaborado. Fernandinho ganhou peculiaridade ao se intitular evangélico e não permitir manifestações claras de religiosidade afro-brasileira nas comunidades de seu domínio. Em 2015, pelo menos quarenta mães de santo já tinham sido expulsas das comunidades sob o domínio de Guarabu, e pelo menos dez terreiros deixaram de existir.
O secretário de segurança do Rio de Janeiro, José Mariano Beltrame, prometeu após a prisão de Marcelo PQD, que a polícia iria executar novas ações para capturar também Guarabu e reprimir o tráfico no Dendê, porém deixou o cargo em 2016 sem cumprir a promessa.
Em 2017, Guarabu foi apontado como o chefe do tráfico mais antigo do Rio em atuação e liberdade. À época, Guarabu já tinha contra si um total de catorze mandados de prisão expedidos, e uma recompensa de trinta mil reais era oferecida por informações que levassem à sua captura.

### Morte
Foi morto no dia 27 de junho de 2019, durante uma operação policial. Segundo a Polícia Militar (PM), ele morreu em confronto com agentes do Batalhão de Choque no Complexo do Dendê, Ilha do Governador, na zona norte da cidade do Rio de Janeiro. Na mesma ação, quatro outros traficantes também foram mortos, sendo eles: Gilberto Coelho de Oliveira, o Gil, amigo de infância de Guarabu e seu braço direito; Antônio Eugênio, o Batoré, ex-PM e responsável por explorar vans na região; Paulo Cesar da Costa, o Piu; Tiago Farias Costa, o Logan.